# 鞘花
鞘花（学名：Macrosolen cochinchinensis），为桑寄生科鞘花属下的一个植物种。